# Pinus contorta
Pinus contorta е вид растение от семейство Борови (Pinaceae). Видът е незастрашен от изчезване.

## Разпространение
Разпространен е в Канада, Мексико и САЩ.